# Eucryphia moorei
Eucryphia moorei, comúnmente conocido como palo rosa ("pinkwood"), palo ciruelo ("plumwood"), o palo cuero del este ("Eastern leatherwood") es un árbol que se encuentra en el sureste de Nueva Gales del Sur, Australia. También crece justo sobre la frontera de la Cadena Howe Range en Victoria. El palo rosa la especie de árbol de los bosques templados húmedos frescos del sureste de Nueva Gales del Sur. Las plantas jóvenes con frecuencia crecen como hemiepifitas.

## Descripción
E. moorei puede crecer hasta 30 metros de altura. Las hojas son pinnadas, mayormente de 5–15 cm de largo, usualmente con 5–13 foliolos pero están reducidos con frecuencia a 3 en las ramas florescientes. Los foliolos son oblongos, de 1–7 cm de largo, mayormente de 5–15 mm de ancho, los márgnes son enteros, la lámina es aterciopelada, el haz es verde oscuro y  ± glabros, el envés es tomentoso-blanco; El peciolo mide 10–30 mm de largo; los foliolos laterales son sésiles.

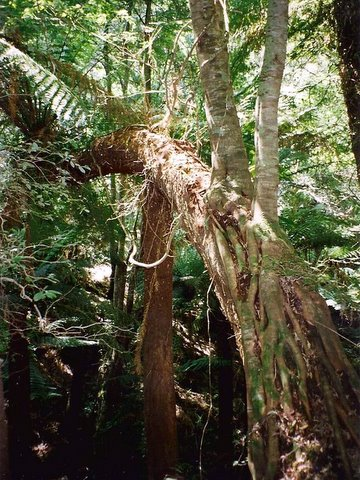
Palo rosa creciendo como hemiepifita en un Árbol helecho suave en el Parque Nacional Monga, en Nueva Gales del Sur, Australia
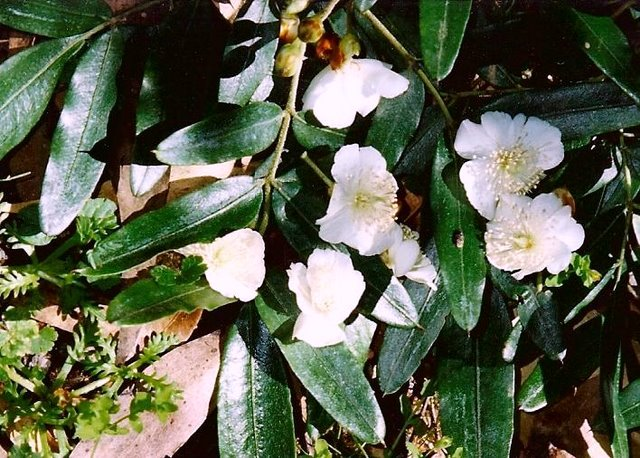
Flores y hojas de palo rosa en el Parque Nacional Monga
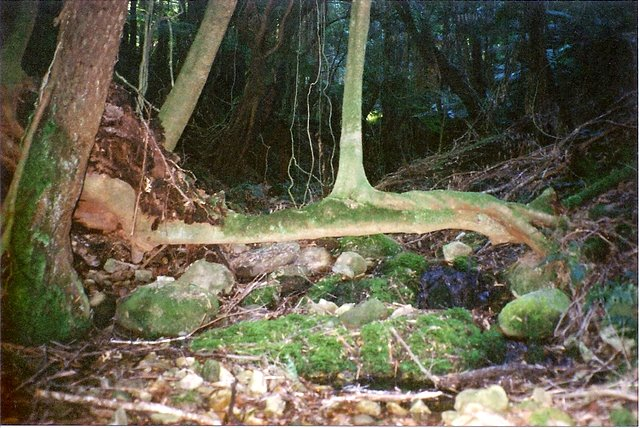
Bosque de palo rosa en el Parque Nacional Monga